# Sleepify
Sleepify è il primo album in studio del gruppo musicale statunitense Vulfpeck, pubblicato il 4 marzo 2014 dall'etichetta discografica indipendente Vulf Records. Contiene dieci brevissime tracce di assoluto silenzio.

## Tracce
1. Z – 0:31
2. Zz – 0:32
3. Zzz – 0:32
4. Zzzz – 0:32
5. Zzzzz – 0:31
6. Zzzzzz – 0:32
7. Zzzzzzz – 0:32
8. Zzzzzzzz – 0:32
9. Zzzzzzzzz – 0:31
10. Zzzzzzzzzz – 0:31